# Cercosaura schreibersii
Cercosaura schreibersii är en ödleart som beskrevs av  Wiegmann 1834. Cercosaura schreibersii ingår i släktet Cercosaura och familjen Gymnophthalmidae. IUCN kategoriserar arten globalt som livskraftig. Inga underarter finns listade i Catalogue of Life.